# Tamiga-Foulbé
Tamiga-Foulbé est une localité du département de Nasséré, dans la province de Bam, dans le Centre-nord, au Burkina Faso. En 2006, cette localité comptait 85 habitants dont 41,2 % de femmes.